# Gezaagd schepje
Het gezaagd schepje (Hermania scabra, synoniem Philine scabra) is een slakkensoort uit de familie van de Philinidae. De wetenschappelijke naam van de soort werd in 1784 voor het eerst geldig gepubliceerd door Otto Friedrich Müller.

## Beschrijving
De dunne, transparante schelp van het gezaagd schepje is, van bovenaf gezien, cilindrisch en langwerpig-ovaal van vorm. De opening is breed en de mondrand is gekarteld/ingezaagd aan de onderzijde. De bovenkant van de schaal (apex) is afgestompt. De schelp heeft geen navelstreng. Het patroon van de schelp bestaat uit putjes die zijn versmolten tot kettingachtige lijnen. De grootte van de huisje varieert tussen 1,7 en 3 mm, tot maximaal 15 mm lang en 10 mm breed.
Het lichaam van de slak zelf is wit of geelwit van kleur, met kleine donkere vlekjes. Het hoofdschild is ingesprongen met een middelste groef en het weefsel dat de schelp (mantel) bedekt, is dik. Er zijn zijdelingse verlengingen van de voet (parapodiale lobben). Deze soort is uiterlijk niet te onderscheiden van zijn zustersoort Philine indistincta, maar ze hebben een andere interne anatomie.

## Verspreiding
Het verspreidingsgebied van gezaagd schepje loopt van Groenland, IJsland, Noorwegen ten zuiden van Hammerfest en Zweden, via de Britse Eilanden tot de Middellandse Zee, Madeira en West-Afrika. Exemplaren worden gevonden tot 900 meter diep op zand, zand gemengd met schelpgrind, fijn schelpzand, grof puin en modder. Is in het Nederlandse Noordzeegebied bekend van een zeer beperkt aantal vindplaatsen, met name rond de 40 m-dieptelijn.